# Есаи абу Мусе
Есаи абу Мусе (арм. Եսայի աբու Մուսե ) — армянский князь южных областей Арцаха IX века. Сирийский автор Абу-ль-Фарадж называет Есаи абу Мусе «армянином-патриком, мужом по имени Стефанос», Михаил Сириец — «патриком Армении». Присоединив в 840-х годах владения брата матери (области Верин Вайкуник, Бердадзор, Сисакан, Мюс Хабанд, Парсаканк, Муханк в Арцахе и Три в Утике), стал самым влиятельным князем Арцаха и части Утика. В 840-х годах победил в битве с баласаканцами. В 850-х годах арабский военачальник Буга Шараби предпринимает нашествие на владения князя Есаи абу Мусе. Последний, укрепившись в крепости Ктиш (Гтич), в течение одного года вёл успешные бои против Буги. После временного согласия в 853 году был арестован и отправлен в Багдад в качестве пленника.